# Il Cavalier Tempesta
Il Cavalier Tempesta (Le Chevalier Tempête) è una serie televisiva francese del 1967 diretta da Yannick Andrei.

## Trama
La serie è ambientata nel XVII secolo, durante la guerra di successione di Mantova e del Monferrato, combattuta tra Francia e Spagna durante la Guerra dei trent'anni. La fortezza di Casale, capitale del Monferrato, è assediata dagli Spagnoli e si trova in difficoltà. Il cardinale Mazarino cerca di arrivare a un negoziato prima della capitolazione della città; lo aiuta un valoroso cavaliere, François de Recci detto "il Cavalier Tempesta", che cerca di sventare gli intrighi di don Alonzo, condottiero spagnolo. 

## Personaggi e interpreti
- François de Recci, interpretato da Robert Etcheverry.
- Guillot, interpretato da Jacques Balutin.
- La Comtessa, interpretata da Denise Grey.
- Isabelle de Sospel, interpretata da Geneviève Casile.
- Mazarin, interpretato da Giani Esposito.
- Alonzo, interpretato da Mario Pilar.